# Útvar hlavního architekta hlavního města Prahy

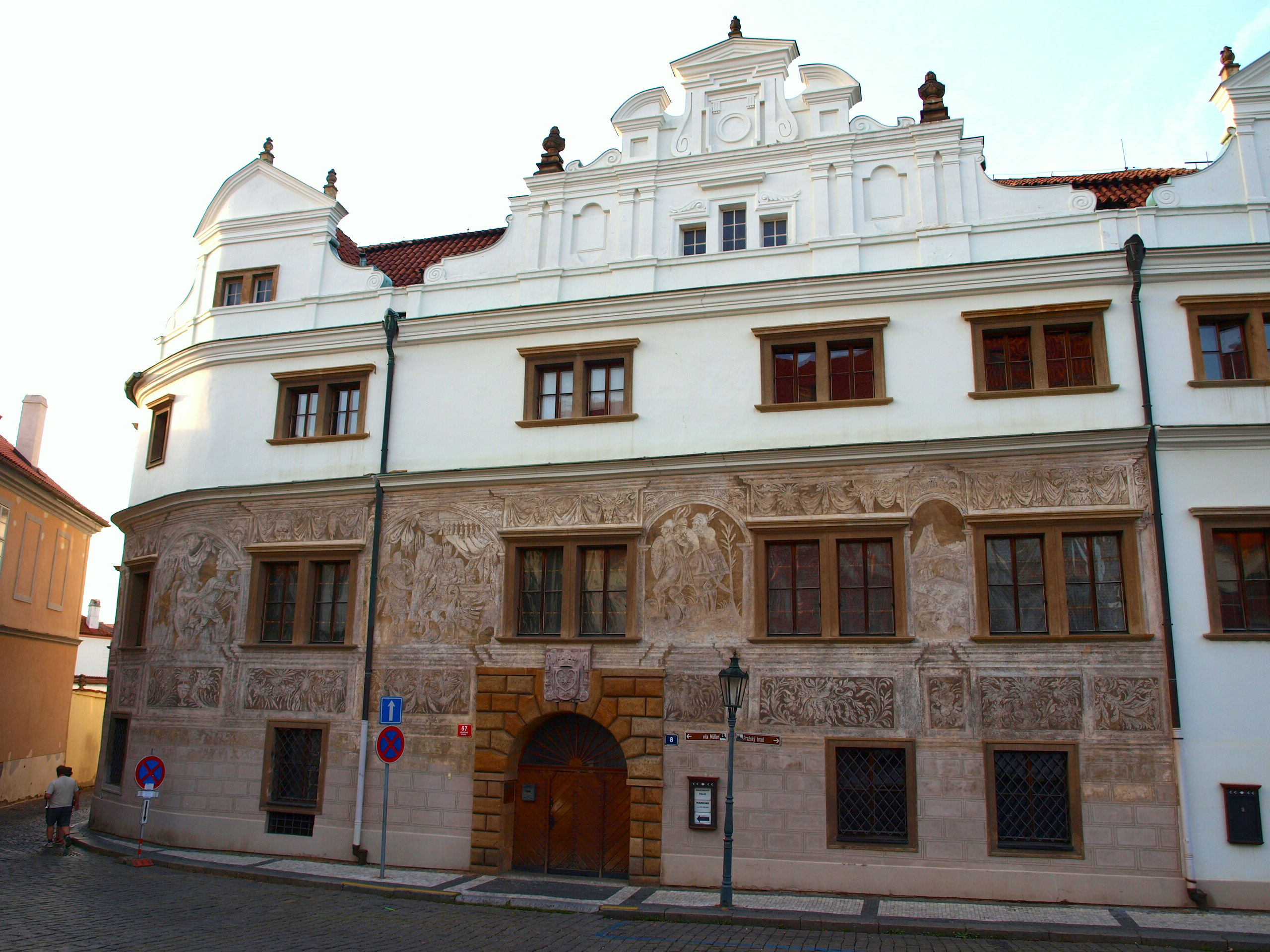
Sídlo instituce na Hradčanech

Útvar hlavního architekta hlavního města Prahy (ve zkratce ÚHA HMP) byla instituce vzniklá 1. května 1961, která na základě zákona o územním plánování a stavebním řádu vykonávala z pověření Národního výboru hlavního města Prahy (NVP) a posléze Magistrátu hlavního města Prahy státní správu v oblasti územního plánování. Tvořila a schvalovala územně plánovací dokumentaci a podle ní se pak následně řídila, při vydávání rozhodnutí o umístění stavby či o způsobu využití daného území. Ústav se také podílel na tvorbě pražské urbanistické koncepce. Sídlil v Martinickém paláci na Hradčanském náměstí v domě číslo 67/8.
Po sametové revoluci získala organizace IČO 40762173. Instituce zanikla v roce 1994, kdy se transformovala do Útvaru rozvoje hlavního města Prahy. Ekonomicky Útvar hlavního architekta zanikl roku 1998. Útvar rozvoje se pak následně postupně transformoval do Institutu plánování a rozvoje hl. m. Prahy.

## Držitelé úřadu hlavního architekta
1961 až 1971 Jiří Voženílek
1971 až 1989 Blahomír Borovička
1989 až 1994 Ivo Oberstein